# 1982 100 legnagyobb slágere
Ez a lista a Billboard magazin első Hot 100 dalát tartalmazza 1982-ből.
| Helyezés | Szám                                    | Előadó                         |
| -------- | --------------------------------------- | ------------------------------ |
| 01       | Physical                                | Olivia Newton-John             |
| 02       | Eye of the Tiger                        | Survivor                       |
| 03       | I Love Rock N' Roll                     | Joan Jett & The Blackhearts    |
| 04       | Ebony and Ivory                         | Paul McCartney & Stevie Wonder |
| 05       | Centerfold                              | J. Geils Band                  |
| 06       | Don’t You Want Me                       | Human League                   |
| 07       | Jack and Diane                          | John Cougar                    |
| 08       | Hurts So Good                           | John Cougar                    |
| 09       | Abracadabra                             | Steve Miller Band              |
| 10       | Hard to Say I’m Sorry                   | Chicago                        |
| 11       | Tainted Love                            | Soft Cell                      |
| 12       | Chariots of Fire                        | Vangelis                       |
| 13       | Harden My Heart                         | Quarterflash                   |
| 14       | Rosanna                                 | Toto                           |
| 15       | I Can’t Go for That                     | Daryl Hall & John Oates        |
| 16       | 867-5309 (Jenny)                        | Tommy Tutone                   |
| 17       | Key Largo                               | Bertie Higgins                 |
| 18       | You Should Hear How She Talks About You | Melissa Manchester             |
| 19       | Waiting for a Girl Like You             | Foreigner                      |
| 20       | Don’t Talk to Strangers                 | Rick Springfield               |
| 21       | The Sweetest Thing                      | Juice Newton                   |
| 22       | Always on My Mind                       | Willie Nelson                  |
| 23       | Shake It Up                             | Cars                           |
| 24       | Let It Whip                             | Dazz Band                      |
| 25       | We Got the Beat                         | Go-Go’s                        |
| 26       | The Other Woman                         | Ray Parker Jr.                 |
| 27       | Turn Your Love Around                   | George Benson                  |
| 28       | Sweet Dreams                            | Air Supply                     |
| 29       | Only the Lonely                         | Motels                         |
| 30       | Who Can It Be Now?                      | Men At Work                    |
| 31       | Hold Me                                 | Fleetwood Mac                  |
| 32       | Eye in the Sky                          | Alan Parsons Project           |
| 33       | Let’s Groove                            | Earth, Wind & Fire             |
| 34       | Open Arms                               | Journey                        |
| 35       | Leader of the Band                      | Dan Fogelberg                  |
| 36       | Leather and Lace                        | Stevie Nicks & Don Henley      |
| 37       | Even the Nights Are Better              | Air Supply                     |
| 38       | I’ve Never Been to Me                   | Charlene                       |
| 39       | '65 Love Affair                         | Paul Davis                     |
| 40       | Heat of the Moment                      | Asia                           |
| 41       | Take It Easy on Me                      | Little River Band              |
| 42       | Pac-man Fever                           | Buckner & Garcia               |
| 43       | That Girl                               | Stevie Wonder                  |
| 44       | Private Eyes                            | Daryl Hall & John Oates        |
| 45       | Trouble                                 | Lindsey Buckingham             |
| 46       | Making Love                             | Roberta Flack                  |
| 47       | Love’s Been a Little Bit Hard on Me     | Juice Newton                   |
| 48       | Young Turks                             | Rod Stewart                    |
| 49       | Freeze-frame                            | J. Geils Band                  |
| 50       | Keep the Fire Burnin’                   | REO Speedwagon                 |
| 51       | Do You Believe in Love                  | Huey Lewis & The News          |
| 52       | Cool Night                              | Paul Davis                     |
| 53       | Caught Up in You                        | 38 Special                     |
| 54       | Why Do Fools Fall in Love?              | Diana Ross                     |
| 55       | Love in the First Degree                | Alabama                        |
| 56       | Hooked on Classics                      | Royal Filharmonikus Zenekar    |
| 57       | Wasted on the Way                       | Crosby, Stills & Nash          |
| 58       | Think I’m in Love                       | Eddie Money                    |
| 59       | Love Is in Control                      | Donna Summer                   |
| 60       | Personally                              | Karla Bonoff                   |
| 61       | Owe Hundred Ways                        | Quincy Jones                   |
| 62       | Blue Eyes                               | Elton John                     |
| 63       | Our Lips Are Sealed                     | Go-Go’s                        |
| 64       | You Could Have Been With Me             | Sheena Easton                  |
| 65       | You Can Do Magic                        | America                        |
| 66       | Did It in a Minute                      | Daryl Hall & John Oates        |
| 67       | I Ran                                   | A Flock Of Seagulls            |
| 68       | Somebody’s Baby                         | Jackson Browne                 |
| 69       | Oh No                                   | Commodores                     |
| 70       | Take It Away                            | Paul McCartney                 |
| 71       | It’s Gonna Take a Miracle               | Deneice Williams               |
| 72       | Love Will Turn You Around               | Kenny Rogers                   |
| 73       | Don’t Stop Bellevin’                    | Journey                        |
| 74       | Comin’ in and out of Your Life          | Barbra Streisand               |
| 75       | Gloria                                  | Laura Branigan                 |
| 76       | Empty Garden                            | Elton John                     |
| 77       | Yesterday’s Songs                       | Neil Diamond                   |
| 78       | Crimson and Clover                      | Joan Jett & The Blackhearts    |
| 79       | Every Little Thing She Does Is Magic    | The Police                     |
| 80       | Here I Am                               | Air Supply                     |
| 81       | I Keep Forgettin’                       | Michael Mcdonald               |
| 82       | Get Down On It                          | Kool & The Gang                |
| 83       | Any Day Now                             | Ronnie Milsap                  |
| 84       | Make a Move on Me                       | Olivia Newton-John             |
| 85       | Take My Heart                           | Kool & The Gang                |
| 86       | Mirror Mirror                           | Diana Ross                     |
| 87       | Vacation                                | Go-Go’s                        |
| 88       | (Oh) Pretty Woman                       | Van Halen                      |
| 89       | Should I Do It                          | Pointer Sisters                |
| 90       | Hot in the City                         | Billy Idol                     |
| 91       | Kids in America                         | Kim Wilde                      |
| 92       | Man on Your Mind                        | Little River Band              |
| 93       | What’s Forever For                      | Michael Murphy                 |
| 94       | Waiting On a Friend                     | Rolling Stones                 |
| 95       | Do I Do                                 | Stevie Wonder                  |
| 96       | Working for the Weekend                 | Loverboy                       |
| 97       | Goin’ Down                              | Greg Guidry                    |
| 98       | Arthur’s Theme                          | Christopher Cross              |
| 99       | Through the Years                       | Kenny Rogers                   |
| 100      | Edge of Seventeen                       | Stevie Nicks                   |